# Bulinus browni
Bulinus browni é uma espécie de gastrópode da família Planorbidae.
É endémica do Quénia.